# Besoin
Besoin è il primo album in studio della Principessa Stéphanie di Monaco, pubblicato nel 1986.

## Tracce
1. Besoin – 2:42 (G. Battarel, Stéphanie, N. Roussel)
2. Flash – 5:48 (R. Musumarra, R. Zanelli, C. Welsman)
3. Rendez-Vous – 4:20 (G. Blanc, M. Jouveaux, N. Roussel)
4. Young Ones Everywhere – 3:58 (E. Estefan Jr., P. Osman, L. Jayne)
5. Ouragan – 4:40 (R. Musumarra, M. Léono)
6. Fleur du mal (à Paul) – 3:43 (R. Musumarra, R. Zanelli, C. Welsman, M. Jouveaux)
7. Live Your Life – 4:29 (Phillips, Stéphanie, L. Jayne, G. Blanc)
8. Le Sega Mauricien (Remix) – 4:22 (G. Blanc, M. Jouveaux, N. Roussel)
9. Flash – 4:20 (R. Musumarra, R. Zanelli, M. Jouveaux)
10. How Can It Be – 5:09 (G. Blanc, M. Jouveaux, N. Roussel)
11. Irresistible – 4:42 (R. Musumarra, M. Léono)
12. I Am Waiting for You – 3:57 (R. Musumarra, R. Zanelli, C. Welsman)
13. Dance with Me (Remix) – 5:15 (G. Blanc, M. Jouveaux, N. Roussel)
14. One Love to Give (Remix) – 7:40 (R. Musumarra, R. Zanelli, C. Welsman)